# Asplenium ruizianum
Asplenium ruizianum là một loài thực vật có mạch trong họ Aspleniaceae. Loài này được Klotzsch miêu tả khoa học đầu tiên năm 1847.